# Conopophaga
Conopophaga is een geslacht van vogels uit de familie Conopophagidae (muggeneters). Dit geslacht telt tien soorten.

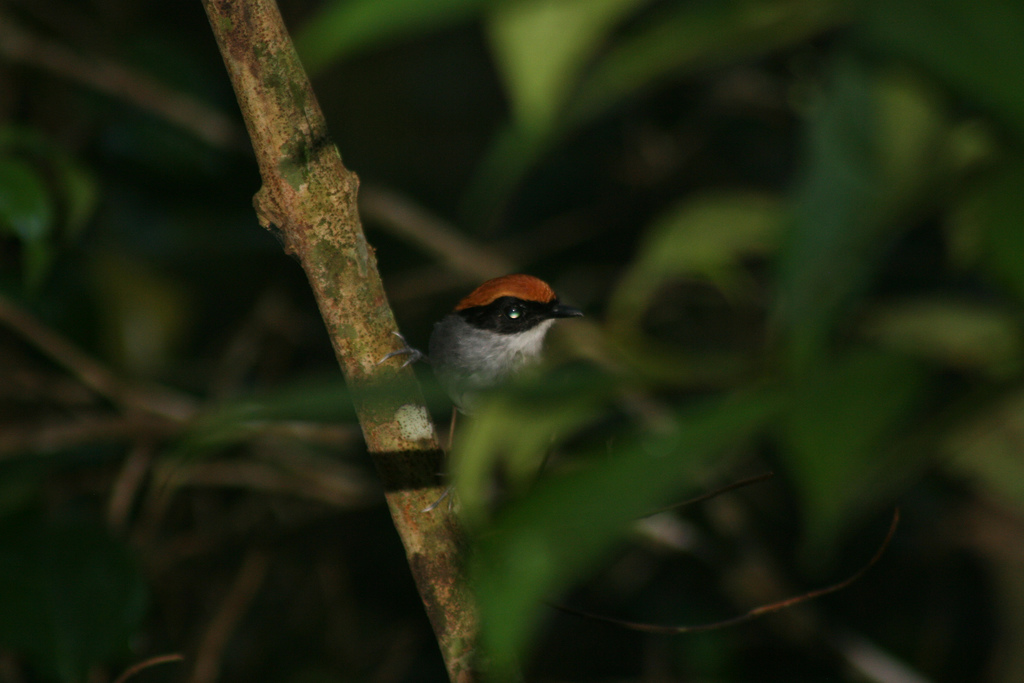
Zwartwangmuggeneter (Conopophaga melanops)
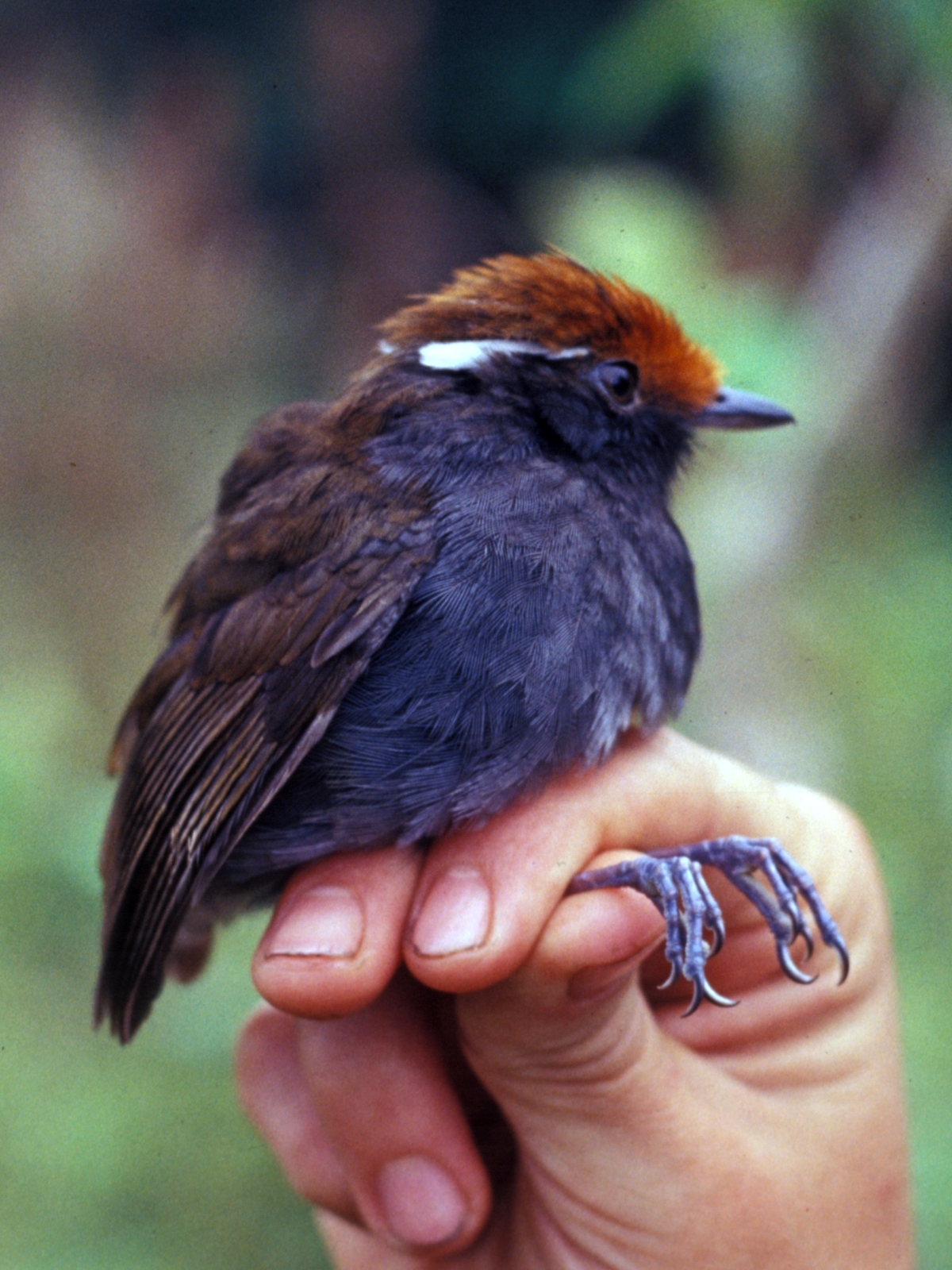
Roodkruinmuggeneter (Conopophaga castaneiceps) mannetje
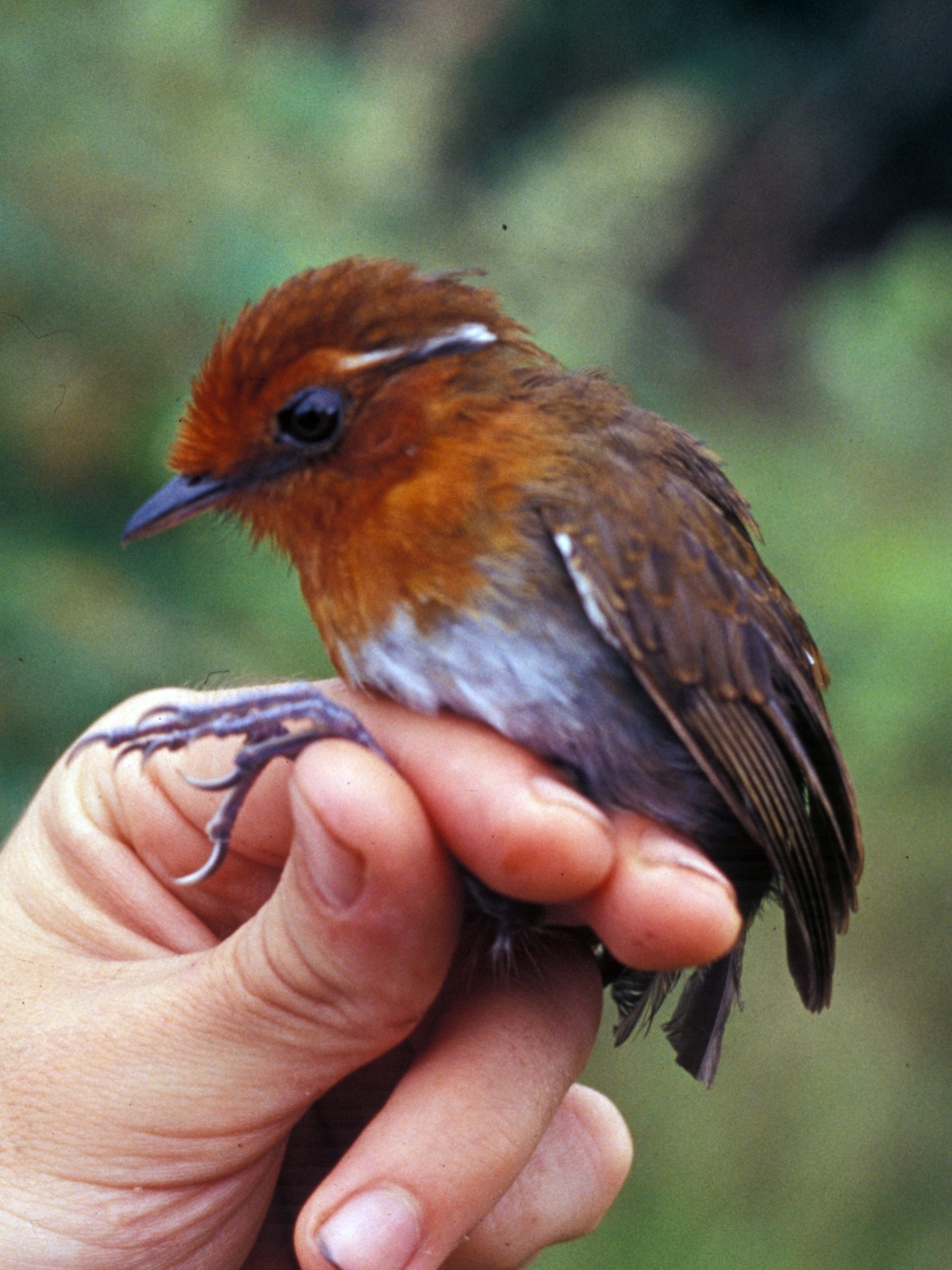
Roodkruinmuggeneter vrouwtje
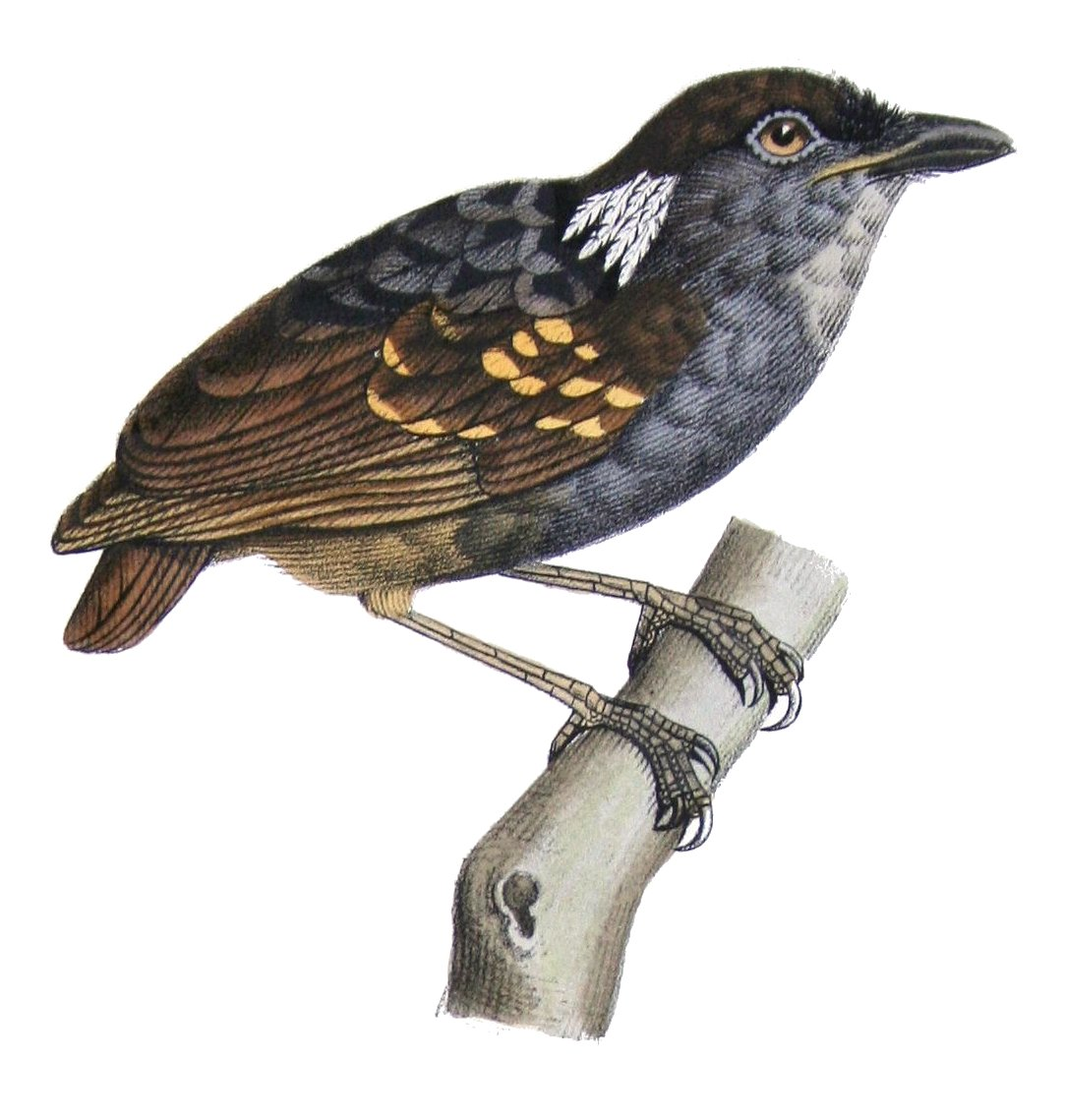
Grijskeelmuggeneter (Conopophaga peruviana)

## Soorten
De volgende soorten zijn bij het geslacht ingedeeld:
- Conopophaga ardesiaca d'Orbigny & Lafresnaye, 1837 – Leigrijze muggeneter
- Conopophaga aurita (Gmelin, 1789)  – Cayennemuggeneter
- Conopophaga castaneiceps Sclater,P.L., 1857 – Roodkruinmuggeneter
- Conopophaga cearae Cory, 1916 – Cearámuggeneter
- Conopophaga lineata (Wied-Neuwied, 1831) – Rosse muggeneter
- Conopophaga melanogaster Ménétris, 1835 – Zwartbuikmuggeneter
- Conopophaga melanops (Vieillot, 1818) – Zwartwangmuggeneter
- Conopophaga peruviana Des Murs, 1856 – Grijskeelmuggeneter
- Conopophaga roberti Hellmayr, 1905 – Zwartkopmuggeneter
- Conopophaga snethlageae Berlepsch, 1912 – Zwartborstmuggeneter